# Campeonato Pernambucano de Hóquei
O Campeonato Pernambucano de Hóquei é uma competição estadual anual desse esporte em Pernambuco e é disputada desde 1959, interruptamente. Atualmente é organizado pela Federação Pernambucana de Patinagem.

## Participantes em 2015
- Clube Português do Recife
- Sport Club do Recife
- Clube Náutico Capibaribe

## Lista dos campeões

### Campeonato Pernambucano
| Ano  | Campeão                   |
| ---- | ------------------------- |
| 2017 | Sport Club do Recife      |
| 2016 | Clube Português do Recife |
| 2015 | Sport Club do Recife      |
| 2014 | Sport Club do Recife      |
| 2013 | Sport Club do Recife      |
| 2012 | Sport Club do Recife      |
| 2011 | Sport Club do Recife      |
| 2010 | Sport Club do Recife      |
| 2009 | Clube Português do Recife |
| 2008 | Sport Club do Recife      |
| 2007 | Sport Club do Recife      |
| 2006 | Clube Português do Recife |
| 2005 | Sport Club do Recife      |
| 2004 | Clube Náutico Capibaribe  |
| 2003 | Clube Náutico Capibaribe  |
| 2002 | Clube Português do Recife |
| 2001 | Sport Club do Recife      |
| 2000 | Clube Português do Recife |

| Ano  | Campeão                   |
| ---- | ------------------------- |
| 1999 | Clube Português do Recife |
| 1998 | Clube Português do Recife |
| 1997 | Clube Português do Recife |
| 1996 | Sport Club do Recife      |
| 1995 | Clube Português do Recife |
| 1994 | Sport Club do Recife      |
| 1993 | Sport Club do Recife      |
| 1992 | Clube Português do Recife |
| 1991 | Clube Português do Recife |
| 1990 | Clube Português do Recife |
| 1989 | Sport Club do Recife      |
| 1988 | Sport Club do Recife      |
| 1987 | Clube Português do Recife |
| 1986 | Sport Club do Recife      |
| 1985 | Clube Português do Recife |
| 1984 | Clube Português do Recife |
| 1983 | Clube Português do Recife |
| 1982 | Clube Português do Recife |
| 1981 | Clube Português do Recife |
| 1980 | Clube Português do Recife |

| Ano  | Campeão                   |
| ---- | ------------------------- |
| 1979 | Clube Português do Recife |
| 1978 | Clube Português do Recife |
| 1977 | Clube Português do Recife |
| 1976 | Sport Club do Recife      |
| 1975 | Sport Club do Recife      |
| 1974 | Sport Club do Recife      |
| 1973 | Clube Português do Recife |
| 1972 | Clube Português do Recife |
| 1971 | Sport Club do Recife      |
| 1970 | Sport Club do Recife      |
| 1969 | Sport Club do Recife      |
| 1968 | Clube Português do Recife |
| 1967 | Clube Português do Recife |
| 1966 | Clube Português do Recife |
| 1965 | Clube Português do Recife |
| 1964 | Sport Club do Recife      |
| 1963 | Clube Português do Recife |
| 1962 | Clube Português do Recife |
| 1961 | Clube Português do Recife |
| 1960 | Clube Português do Recife |
| 1959 | Clube Português do Recife |

### Títulos por clube
Campeonato Pernambucano
| Equipe                    | Títulos confirmados | Último título |
| ------------------------- | ------------------- | ------------- |
| Sport Club do Recife      | 24                  | 2017          |
| Clube Português do Recife | 33                  | 2016          |
| Clube Náutico Capibaribe  | 2                   | 2004          |